# G.722
G.722は、48kbit/s、56kbit/s、64kbit/s の広帯域音声コーデックの ITU-T による勧告である。このコーデックは技術的には帯域分割ADPCMに基づいている。
G.722.1 はより低いビットレートの圧縮を提供する。もっと最近の派生である G.722.2 は AMR-WB (Adaptive Multiple Wideband) とも呼ばれ、さらに低いビットレートの圧縮を提供し、同時にネットワーク構成の変化に素早く適応して圧縮率を変化させることができる。後者の場合、ネットワーク輻輳がひどいときに自動的に帯域幅を保持する。輻輳状態が通常に戻ると、圧縮率を低くし、より高品質のビットレートに復帰する。
G.722 とその派生のサンプリング周波数は 16kHz と、それまでの電話用インタフェースの2倍であり、音質が格段に向上している。

## 用途
G.722 は、7kHz の広帯域でデータレート 48, 56, 64kbit/s の音声ストリームを生成するITU規格のコーデックである。これは必要な帯域幅が確保できるネットワークであれば、G.711 などの狭帯域コーデックに比較して音質を向上させつつ、実装の複雑さは変わらないという利点があり、VoIPに適している。帯域が制限された環境では、G.722.1 や G.722.2 の方が適している。

### RTPによるカプセル化
G.722 VoIP は通常 RTP のペイロードタイプ9で転送される。なお、IANA はタイプ9の G.722 のクロックレートを 8kHz（本来は16kHz）としている。これについて、RFC3551では歴史的事情から互換性を維持するためにこのようになっているとしている。結果として実装では 8,000 という値になってはいても、16kHz でエンコード/デコードを行う。
G.722 のビットレートは 64, 56, 48kbit/s があるが、実際にはデータは 64kbit/s でエンコードされ、下位のサブバンドの方から補助データのエンコードに使われる。補助データ用にビットが増えるほど、ビットレートが低くなる。

## ライセンス
G.722 の特許は既に失効しているため、自由に使用可能である。